# Episodi di Half & Half (terza stagione)
La terza stagione della serie televisiva Half & Half è stata trasmessa in anteprima negli Stati Uniti d'America dalla UPN tra il 20 settembre 2004 e il 23 maggio 2005.
| nº | Titolo originale                            | Titolo italiano | Prima TV USA      | Prima TV Italia |
| -- | ------------------------------------------- | --------------- | ----------------- | --------------- |
| 1  | The Big My Little Pony Episode              |                 | 20 settembre 2004 |                 |
| 2  | The Big Birth-Date Episode                  |                 | 27 settembre 2004 |                 |
| 3  | The Big Advice to Put It on Ice Episode     |                 | 4 ottobre 2004    |                 |
| 4  | The Big One Wedding and a Funeral Episode   |                 | 11 ottobre 2004   |                 |
| 5  | The Big Don't Leave Me This Way Episode     |                 | 18 ottobre 2004   |                 |
| 6  | The Big Not-So-Loyal Family Episode         |                 | 25 ottobre 2004   |                 |
| 7  | The Big Don't Go Chasing Waterfalls Episode |                 | 8 novembre 2004   |                 |
| 8  | The Big My Life & Kids Episode              |                 | 15 novembre 2004  |                 |
| 9  | The Big Thanks for Nothing Episode          |                 | 22 novembre 2004  |                 |
| 10 | The Big Parent Trap Episode                 |                 | 29 novembre 2004  |                 |
| 11 | The Big Home Is Where the Car Is Episode    |                 | 3 gennaio 2005    |                 |
| 12 | The Big All Bets Are Off Episode            |                 | 31 gennaio 2005   |                 |
| 13 | The Big Credit Check Episode                |                 | 7 febbraio 2005   |                 |
| 14 | The Big Performance Anxiety Episode         |                 | 14 febbraio 2005  |                 |
| 15 | The Big Fast Track Episode (Part 1)         |                 | 21 febbraio 2005  |                 |
| 16 | The Big Fast Track Episode (Part 2)         |                 | 28 febbraio 2005  |                 |
| 17 | The Big Undercover Lover Episode            |                 | 28 marzo 2005     |                 |
| 18 | The Big Doormat No More Episode             |                 | 25 aprile 2005    |                 |
| 19 | The Big Who's Wooing Who Episode            |                 | 2 maggio 2005     |                 |
| 20 | The Big Mothers for Others Episode          |                 | 9 maggio 2005     |                 |
| 21 | The Big Thorne in My Side Episode           |                 | 16 maggio 2005    |                 |
| 22 | The Big Pomp & Circumstance Episode         |                 | 23 maggio 2005    |                 |